# 外交部长
外交部长或外交长官（英語： / ），簡稱外长，一般用在共和制的政府中，而君主制國家的外长有时会稱为外相或外务大臣等。通常是一个政府或内阁中非常重要的职位，负责一个国家外交政策与关系。

## 不同称呼
外交官员和历史学家们喜欢用外交部门所在的地址来指代该国的外交部。例如：位于维也纳的鲍尔豪斯广场就被指代奥匈帝国的外交部；而位于巴黎的奥赛码头则被指代法国外交部；在巴西利亚的伊塔马拉蒂宫被指代巴西外交部；柏林的威廉大街则是指代德国外交部；临近华府的雾谷是美国国务院的代称。印尼人喜欢用“佩加本（Pejambon）”称呼他们的外交部，这是因为印度尼西亚外交部位于中雅加达行政市的佩加本街。而在俄罗斯帝国，直至1917年之前，都是用圣彼得堡的歌手桥为代称；同样，意大利则是以“孔苏塔（Consulta）”为代称。

### 中文差异
通常情况下，中文语境里称呼各国负责外交或对外事务部门首长的职务名为“部长”；但在君主制国家内，则会称呼为“大臣”，例如：英国的外交及聯邦事務大臣、日本的外務大臣及沙特阿拉伯的外交大臣等；而对于朝鲜负责外交部门的首长，则称呼为“外務相”（韓語：외무상）。
美国负责外交事务的部门是国务院（英語：Department of State），其外交部门首长则被称为“国务卿”（英語：Secretary of State）。

### 英文差异
在印度，其外交部门首长的英文称呼为，直译为“外国事务部长”；而在巴西，他们的外交部门首长的英文被称呼，直译为“外交事务部长”；而在前苏联，外交部门首长则被称为“外国关系部长（Minister of External Relations）”。
在以西班牙语或葡萄牙语为主要语言的拉丁美洲地区，部长这个单词通常会用表示。

## 职责权力
外交部长的权力因其所在的国家或政府而有所不同。在一个典型的议会制政府内，外交部长可能会对外交政策的制定产生重大影响力；但是当政府被强势总理所主导时，那外交部长在外交政策制定时仅限边缘或辅助作用。同样的，当国家的行政分支过于强势时，外交部长在总统制政府内的政治权力也往往非常有限。自第二次世界大战结束之后，外交部长和国防部长都成为了内阁（或国家安全会议）的成员，以同步协调国防与外交政策。尽管在19世纪乃至20世纪初有不少政府首脑兼任外交部长的案例，但是现在在发达国家已经变得不常见了。
除了担任政治角色之外，外交部长还在传统上负责国家的诸多外交职责，例如：接待来访的外国领导人或出访其他国家并进行国事访问。通常情况下，外交部长是所有内阁成员中最常出差的职位。
在英国政府中，负责外交政策及英国海外领土的部门首长是外交及联邦事务大臣。1968年之前，外交大臣只负责英国与其他非英联邦国家的外交关系；而英国与英属殖民地及英联邦成员国的外交关系则交由联邦事务大臣负责。基于同样的原因，除英国之外的其他英联邦成员国负责处理与英联邦成员国或非英联邦国家外交关系的部门首长被称为“对外事务部长（Ministers for External Affairs）”。
而在美国政府内，国务卿（Secretary of State）是美国内阁中负责外交政策及关系的阁员。国务卿的得名与这个职位还负责几项美国国内事务有关。
通常情况下，一个主权国家的外交事务是由其中央政府负责，因此地方政府设立外交部长的职位非常罕见，但是也有少数地方政府会设立一个小型的外事部门。例如：香港特别行政区商务及经济发展局下的经济贸易办事处。而在一些国际组织，例如：欧洲联盟一直以来就在某些领域自主处理其对外关系（例如：欧盟贸易专员），同时还设立欧盟外交和安全政策高级代表作为其首席外交官。不过高级代表的职责是实施欧盟的外交政策，而无权力制定。

## 各國外交首長
| - 阿富汗 - 阿尔察赫 - 阿布哈茲 - 阿尔巴尼亚 - 阿尔及利亚 - 阿根廷 - 亞美尼亞 - 奥地利 - 巴哈马 - 巴林 - 白俄羅斯 - 比利时 - 不丹 - 玻利维亚 - 巴西 - 保加利亚 - 布吉納法索 - 柬埔寨 - 喀麦隆 - 加拿大 - 中非 - 智利 - 中华人民共和国 - 哥伦比亚 - 刚果民主共和国 - 刚果共和国 - 庫克群島 - 古巴 - 賽普勒斯 - 捷克 - 丹麦 - 多米尼克 - 顿涅茨克人民共和国 - 埃及 | - 薩爾瓦多 - 赤道几内亚 - 爱沙尼亚 - 衣索比亞 - 斐济 - 芬兰 - 法國 - 加彭 - 德国 - 希腊 - 格瑞那達 - 几内亚 - 海地 - 梵蒂冈 - 匈牙利 - 冰島 - 印度 - 印度尼西亞 - 伊朗 - 伊拉克 - 愛爾蘭 - 以色列 - 義大利 - 牙买加 - 日本 - 约旦 - 基里巴斯 - 科索沃 - 科威特 - 拉脫維亞 - 黎巴嫩 - 賴索托 - 利比里亚 - 利比亞 - 列支敦斯登 | - 立陶宛 - 卢甘斯克人民共和国 - 盧森堡 - 北馬其頓 - 马达加斯加 - 马拉维 - 马来西亚 - 馬爾地夫 - 馬爾他 - 马绍尔群岛 - 毛里塔尼亚 - 模里西斯 - 墨西哥 - 密克羅尼西亞聯邦 - 摩尔多瓦 - 摩納哥 - 蒙古国 - 蒙特內哥羅 - 摩洛哥 - 莫桑比克 - 緬甸 - 纳米比亚 - 瑙鲁 - 尼泊尔 - 荷蘭 - 新西兰 - 尼加拉瓜 - 尼日尔 - 奈及利亞 - 纽埃 - 北賽普勒斯 - 挪威 - 阿曼 - 巴基斯坦 - 帛琉 - 巴勒斯坦 - 巴拿马 - 巴拉圭 - 秘魯 - 菲律賓 - 波蘭 - 葡萄牙 - 德涅斯特河沿岸 - 羅馬尼亞 - 俄羅斯 - 卢旺达 - 聖多美和普林西比 - 圣基茨和尼维斯 - 圣卢西亚 | - 萨摩亚 - 圣马力诺 - 沙烏地阿拉伯 - 撒拉威阿拉伯民主共和國 - 塞内加尔 - 塞爾維亞 - 塞舌尔 - 新加坡 - 斯洛伐克 - 斯洛維尼亞 - 所罗门群岛 - 南非 - 南蘇丹 - 南奥塞梯 - 西班牙 - 斯里蘭卡 - 苏丹 - 苏里南 - 瑞典 - 瑞士 - 叙利亚 - 中華民國 - 坦桑尼亚 - 泰國 - 东帝汶 - 多哥 - 千里達及托巴哥 - 突尼西亞 - 土耳其 - 乌干达 - 乌克兰 - 阿联酋 - 美国 - 英國 - 乌拉圭 - 委內瑞拉 - 越南 - 葉門 - 尚比亞 - 辛巴威 |

## 列表
- 全球现任外交部长列表（英语：List of current foreign ministers）
- 全球女性外交部长列表（英语：List of female foreign ministers）